# 寝屋川市議会
寝屋川市議会（ねやがわしぎかい）とは、大阪府寝屋川市に設置されている地方議会である。

## 概要
- 定数：24
- 任期：2023年4月23日 - 2027年4月22日
- 選挙区：市内の全域を1つの選挙区として扱う大選挙区制（単記非移譲式）
- 議長：中川 健（大阪維新の会）
- 副議長：高見 雄介（公明党）

## 議員
| 会派           | 議席数 | 氏名                                                             |
| -------------- | ------ | ---------------------------------------------------------------- |
| 公明党         | 6      | 岡由美、坂口安喜子、高見雄介、武田由利子、辻谷恵一、村上順一     |
| シン・ネヤガワ | 4      | 西尾勝成、馬場才、板東敬治、久野須賀子                           |
| 大阪維新の会   | 7      | 奥大輔、川口肇人、瀬戸健太、中川健、福田篤志、古田尚央、森越清楓 |
| 自由民主党     | 4      | 金子英生、北川千尋、北川健治、森本雄一郎                         |
| 日本共産党     | 3      | 中林和江、西田昌美、松尾信次                                     |

2024年7月時点

## 議員報酬等
| 役職               | 議員報酬        | 政務活動費     |
| ------------------ | --------------- | -------------- |
| 議長               | 月額 74万5000円 | 月額 4万5000円 |
| 副議長             | 月額 70万5000円 | 月額 4万5000円 |
| 常任委員会委員長   | 月額 67万0000円 | 月額 4万5000円 |
| 常任委員会副委員長 | 月額 66万5000円 | 月額 4万5000円 |
| 議員               | 月額 66万0000円 | 月額 4万5000円 |

- 別途、年2回期末手当あり
- 政務活動費の残金は市に返還する義務がある
- 議員年金は2011年（平成23年）6月1日で廃止されている

## 事件・不祥事
- 2022年8月、吉羽美華市議が詐欺罪で逮捕された。起訴状などによると、吉羽被告は2020年、犯行グループの男女と共謀して福祉施設や医療法人に対して新型コロナの公的融資を受けさせ、業務委託料などの名目で、3つの事件で合わせて約2億9000万円をだまし取った罪に問われている。[4]